# Stanley Falkow
Stanley "Stan" Falkow (24 de enero de 1934 - 5 de mayo de 2018) fue un microbiólogo estadounidense y profesor de microbiología en la Universidad de Georgetown, la Universidad de Washington y la Facultad de Medicina de la Universidad de Stanford. Falkow es conocido como el padre del campo de la patogénesis microbiana molecular.
Formuló los postulados moleculares de Koch, que han guiado el estudio de los determinantes microbianos de las enfermedades infecciosas desde finales de la década de 1980. Falkow dedicó más de 50 años a desvelar mecanismos moleculares de cómo las bacterias causan enfermedades y cómo desarmarlas. Falkow también fue uno de los primeros científicos en investigar la resistencia a los antimicrobianos, y presentó sus investigaciones en numerosas ocasiones a científicos, gobiernos y público no especializado para explicar la propagación de la resistencia de un organismo a otro, lo que ahora se conoce como transferencia horizontal de genes, y las implicaciones de este fenómeno en nuestra capacidad para combatir las infecciones en el futuro.

## Primeros años de vida y educación
Falkow nació en un hogar de habla yiddish en Albany, Nueva York. Su padre era vendedor de zapatos y había emigrado de la Kiev soviética, Ucrania.
Su madre procedía de una familia de inmigrantes judíos de Polonia. Ella "alquilaba varias de sus habitaciones y más tarde abrió una tienda de corsés". La familia de Falkow era de clase trabajadora a pobre, como él mismo describe en sus memorias. Era, por tanto, un judío estadounidense de primera generación. Falkow trabajó en una juguetería con el fin de reunir el dinero suficiente para comprar un modelo de microscopio, así como admitió haber robado libros de texto, uno de ellos un libro de enfermería sobre enfermedades infecciosas, con el fin de explorar la microbiología como carrera profesional a pesar de la situación económica de su familia.
Falkow atribuye su temprano interés por la microbiología a la lectura en 1943, cuando tenía 11 años, de Cazadores de microbios, que encontró en la biblioteca pública después de que la familia se hubiera trasladado a Newport (Rhode Island). El libro es una dramatización de la investigación microbiológica escrita por el microbiólogo estadounidense Paul de Kruif.
Debido a sus malas notas hasta el último año de instituto, un asesor le sugirió la carrera militar en lugar de la universidad. Falkow se describió a sí mismo como un estudiante medio, y por debajo de la media en matemáticas, lo que rectificó más tarde trabajando con cuadernos de matemáticas de nivel de bachillerato y universitario más adelante en su carrera, después de doctorarse, para analizar y diseñar experimentos. En sus memorias, Falkow reconoce el mérito de sus profesores y el papel que desempeñó en su vida la opresión sistémica de la mujer en los Estados Unidos de los años 40 y 50: "Ahora comprendo que fui el beneficiario de la represión de la mujer por nuestra sociedad. Las mejores y más brillantes mujeres de muchas comunidades fueron relegadas al único papel intelectual que se consideraba adecuado para ellas. Se convirtieron en profesoras y muchas volcaron su amor por la lengua, la ciencia, la música y el arte en alumnos como yo".

## Educación y carrera
Falkow se matriculó en biología en la Universidad de Maine, por su departamento de microbiología. Durante los veranos trabajó en patología en el hospital de Newport, tiñendo portaobjetos y ayudando en autopsias. Se licenció en 1955.
Antes de empezar sus estudios de posgrado en la Universidad de Míchigan, desarrolló una ansiedad extrema. Más tarde le diagnosticaron agorafobia. Entre 1955 y 1983 evitó las salas de cine y los lugares concurridos y abandonó su primer intento de cursar estudios de posgrado debido a los ataques de pánico recurrentes. Regresó a Rhode Island para vivir con sus padres y trabajar en el Hospital de Newport como técnico, especializándose en bacteriología y procesando y examinando muestras de pacientes. Volvió a matricularse en la Universidad de Brown y se doctoró en 1961.
Terminó su tesis doctoral en el Instituto de Investigación del Ejército Walter Reed (WRAIR), en el Departamento de Inmunología Bacteriana. Durante su estancia en Walter Reed, trabajó con el microbiólogo afroamericano Othello Washington. Washington era mayor y tenía más experiencia que Falkow, pero fue asignado como técnico de Stan. Tras conocerse, Falkow y Washington decidieron que sería más apropiado y mejor para ambos trabajar en equipo. Los dos hombres trabajaron juntos en el aislamiento de elementos genéticos móviles y la transferencia de genes entre E. coli y Salmonella y publicaron juntos un artículo sobre la especie Proteus. Falkow también trabajó con especies de Shigella y contrajo disentería, que le llevó a ser hospitalizado, tras exponerse a heces de mono infectadas que un mono infectado le arrojó a la cara. A lo largo de su formación y al principio de su carrera, varios científicos de alto nivel, algunos ganadores del premio Nobel, le recomendaron en varias ocasiones que se centrara más en los mecanismos de expresión génica y menos en los patógenos porque "a nadie le importa la fiebre tifoidea". Falkow siguió interesado en los patógenos a pesar de las muchas advertencias de sus compañeros y supervisores de que las enfermedades infecciosas no eran interesantes y eran cada vez menos frecuentes en los países ricos, por lo que eran un campo de estudio en disminución.
Sus primeros trabajos en la década de 1960 se centraron en los mecanismos genéticos que permiten a las bacterias hacerse resistentes a los antibióticos. Demostró que organismos como la Shigella pueden poseer fragmentos de ADN llamados plásmidos que existen aparte del cromosoma bacteriano, y que portan información especializada para la supervivencia. Bajo la presión selectiva de los antibióticos, una especie de bacteria puede pasar sus plásmidos a otra directamente sin aparearse, preservando así sus propios genes especializados de supervivencia.
En 1966, se incorporó a la Facultad de Medicina de la Universidad de Georgetown como profesor de microbiología. Más tarde se trasladó a Seattle para incorporarse al cuerpo docente del Departamento de Microbiología e Inmunología de la Facultad de Medicina de la Universidad de Washington. Aquí describió cómo los organismos de la meningitis y la gonorrea adquieren plásmidos para hacerse resistentes a la penicilina y otros antibióticos.
En la década de 1970, Falkow se centró en el proceso de infección. Durante este periodo, demostró que una diarrea potencialmente mortal que prevalece en muchos países en vías de desarrollo está causada por un subtipo de E. coli. También fue coautor (junto con Royston C. Clowes, Stanley N. Cohen, Roy Curtiss III, Naomi Datta y Richard Novick) de una propuesta de nomenclatura uniforme para los plásmidos bacterianos.
En 1981 fue nombrado director del Departamento de Microbiología Médica de la Facultad de Medicina de la Universidad de Stanford, cargo que ocupó hasta 1985. Durante su estancia en Stanford, Falkow animó a Esther Lederberg a seguir dirigiendo el Centro de Referencia de Plásmidos de Stanford, un registro de plásmidos, transposones y secuencias de inserción utilizado internacionalmente.)

## Vida personal y muerte.
Falkow se casó con Rhoda Ostroff en enero de 1958, con quien tuvo dos hijas. Se divorciaron en 1983. En diciembre de 1983 se casó con Lucy S. Tompkins.
Falkow y Tompkins se conocieron cuando él era profesor en la Universidad de Georgetown, y ella era una estudiante de medicina que buscó a Falkow para trabajar en su laboratorio. Al principio, Falkow negó la oportunidad a Tompkins, alegando que no aceptaba estudiantes de posgrado mujeres porque no se sentía cómodo teniendo una alumna, lo que era habitual en el ámbito científico en la década de 1960. Tompkins rebatió su misoginia con firmeza y señaló explícitamente que la estaba discriminando por su género. Su argumento obligó a Stan a reconsiderar sus prejuicios y le permitió entrar en su laboratorio como becaria. Durante el resto de su carrera, Falkow siguió contratando a mujeres en prácticas y, al final de su carrera, la mayoría de sus aprendices eran mujeres. Más tarde, Falkow se convirtió en defensor y aliado de la igualdad de género en la ciencia y ayudó a animar a muchas mujeres a seguir carreras científicas.
Falkow padeció ansiedad grave durante toda su carrera. Al principio de su carrera, evitaba las conferencias, los aviones y las presentaciones en general porque temblaba y sudaba mucho. Falkow describió su lucha contra la salud mental como una "tregua incómoda" con sus "demonios" más adelante en su carrera, a medida que aprendía diversos mecanismos de afrontamiento. Debido a su ansiedad al hablar en público, solía emplear el humor en sus clases y presentaciones para ayudar a sobrellevar la tensión de un público silencioso, lo que también hacía que la mayoría de los asistentes encontraran sus charlas memorables y agradables. Falkow mantuvo su enfermedad en secreto ante sus colegas durante los primeros años de su carrera, y sólo reveló en privado a Arthur Saz, catedrático de microbiología de la Facultad de Medicina de la Universidad de Georgetown, que recibía tratamiento psicoanalítico y se beneficiaba de él. En aquella época, el seguro médico para tratamientos de salud mental era mucho mejor para los empleados militares que para los académicos, y una de las principales razones por las que Falkow siguió trabajando en el Instituto de Investigación Walter Reed del Ejército durante todo el tiempo que lo hizo al principio de su carrera, pero Falkow aceptó trabajar en la Universidad de Georgetown gracias a esta revelación, tras lo cual el catedrático organizó en privado las prestaciones sanitarias de Falkow para cubrir sus tratamientos de psicoanálisis.
En 2004, a Falkow le diagnosticaron síndrome mielodisplásico y le dieron un pronóstico de dos años. Murió el 5 de mayo de 2018 a la edad de 84 años en su casa en Portola Valley, California de síndrome mielodisplásico. Su muerte se anunció y los logros de su vida se destacaron en obituarios en  The New York Times, Washington Post, Nature, Science, en un comunicado de prensa de la Sociedad Americana de Microbiología y en varias fuentes de noticias internacionales.

## Contribuciones

### Investigación en Microbiología Molecular
Falkow ha sido considerado el "padre de la patogénesis microbiana molecular", el estudio de cómo los microbios infecciosos y las células del huésped interactúan para causar enfermedades a nivel molecular.
Falkow adoptó la perspectiva de considerar la infección como un proceso que depende en última instancia tanto del agente infeccioso como del huésped. Descubrió que los microbios infecciosos emplean genes que sólo se activan dentro de las células huésped. Su trabajo tiene aplicaciones clínicas, como una nueva vacuna contra la tos ferina. Desde los patógenos entéricos a las enfermedades de transmisión sexual y las infecciones respiratorias, su influencia no ha dejado prácticamente ningún campo sin tocar.
Falkow y su primer estudiante de posgrado, Richard P. Silver, descubrieron que los episomas ( plásmidos ) se rompen en piezas lineales de ADN y se transportan como ADN lineal entre dos células bacterianas durante la conjugación. A continuación colaboró con los científicos mexicanos Emma Galindo y Jorge Olarte para investigar nuevas formas de resistencia a la penicilina en cepas de Shigella aisladas de pacientes pediátricos de Ciudad de México, lo que condujo al descubrimiento de nuevas formas de "factores R", genes responsables de la resistencia a los antimicrobianos Falkow y su alumna Joan Skerman Knapp identificaron un factor de virulencia en plásmidos de E. coli hallados en heces humanas, demostrando por primera vez que la capacidad de causar enfermedades puede ser transferible entre bacterias.
Falkow estuvo presente en la famosa reunión de la playa de Waikiki en 1972 entre Herb Boyer (que proporcionó la enzima de restricción EcoRI) y Stanley Cohen (que proporcionó el plásmido) que dio lugar a un plan para desarrollar la tecnología del ADN recombinante. Esto condujo a la primera clonación de un factor de virulencia bacteriano, la toxina termoestable de E. coli, en un artículo seminal de 1976 con Magdalene Yh So, que anunció la aplicación de la genética molecular a la comprensión de la transferencia de genes y, en última instancia, condujo a la creación del campo de la biología sintética.
Falkow y sus becarios desarrollaron muchos métodos que hicieron avanzar la investigación biológica, como: un método para el cribado de muestras de pacientes en busca de patógenos entéricos, la identificación de Salmonella y Shigella en muestras de pacientes basada en el metabolismo de la lisina, la aplicación de la hibridación de ácidos nucleicos para distinguir diferentes especies bacterianas, la aplicación de geles de agarosa para aislar plásmidos de varios tamaños, el aislamiento y la creación de diferentes esqueletos de plásmidos utilizados actualmente como vectores de clonación, un método de identificación de patógenos no cultivables basado en la secuencia aislada del ARN ribosómico 16S, una versión optimizada de la GFP para aplicaciones de citometría de flujo y un método basado en la fluorescencia para la detección de genes expresados por patógenos en el interior de células huésped, entre otras muchas técnicas.
Tras estudiar el contenido de ADN de muchos microbios patógenos diferentes, Falkow se convirtió en uno de los primeros científicos en sugerir que la taxonomía bacteriana debía basarse en la composición del ADN y no en observaciones fenotípicas.
Falkow y otros crearon el esquema de nomenclatura universal para plásmidos que aún se usa en la actualidad.
Falkow estableció los ' postulados de Koch molecular ' para definir los determinantes de la virulencia, que sigue influyendo en el pensamiento y el diseño experimental en la investigación de enfermedades infecciosas.

### Enseñanza y Servicio
Falkow valoraba y disfrutaba la docencia como parte fundamental de la formación científica y creía que todos los científicos tienen el deber de enseñar y formar a la siguiente generación. En todos sus años de empleo en instituciones académicas, enseñó a estudiantes en alguna capacidad entre cursos de medicina, postgrado, licenciatura y conferencias invitadas para cursos siempre que pudo. En 2010, grabó conferencias sobre patogénesis microbiana para iBiology, y esos vídeos siguen a disposición del público en el sitio web de iBiology y en YouTube. Cuando Falkow se convirtió en profesor emérito de la Universidad de Stanford, siguió dando clases a los estudiantes. De hecho, impartió junto con Lucy Tompkins una clase abierta a estudiantes universitarios y de posgrado sobre la historia de las enfermedades infecciosas.
Falkow organizó el primer simposio internacional de oradores invitados sobre la resistencia a los antimicrobianos.
Falkow y su alumno Vickers Herschfield investigaron las fuentes de agua de la zona de Washington D. C. para encontrar ejemplos de plásmidos que contuvieran genes de resistencia a los antimicrobianos. Inesperadamente, descubrieron que el río Potomac y el arroyo Rock Creek, considerados fuentes de agua "limpias" utilizadas para el recreo en aquella época, estaban llenos de residuos fecales y alertaron a muchas oficinas gubernamentales sobre sus hallazgos, que al principio fueron ignorados en gran medida. En el verano de 1971, Falkow celebró una conferencia de prensa en la que advertía a los ciudadanos de D.C. que no dejaran jugar a sus hijos en el río Potomac, afirmando que "una taza de agua del río Potomac equivale a medio gramo de heces humanas".
Falkow formó parte del primer comité de ADN recombinante de los NIH que recomendó al Congreso de los Estados Unidos de América directrices políticas para el uso del ADN recombinante. Muchas de las publicaciones de Falkow se mencionan en la Ley de Regulación del ADN Recombinante de 1977.
Falkow trabajó con la FDA de los Estados Unidos a lo largo de su carrera para abogar por la disminución de los agentes antimicrobianos utilizados en la alimentación del ganado.

## Premios y honores

Falkow recibiendo la Medalla Nacional de la Ciencia (izquierda), el presidente Barack Obama (centro), un oficial militar sosteniendo la medalla a punto de ser entregada (derecha).

Falkow fue elegido Presidente de la Sociedad Americana de Microbiología entre julio de 1997 y junio de 1998. Fue elegido miembro del Instituto de Medicina en 1997 y recibió el Premio Maxwell Finlandia de la Fundación Nacional de Enfermedades Infecciosas en 1999. También recibió en 1999 el doctorado honoris causa en Ciencias de la Universidad de Guelph, Guelph, Ontario, y el Premio a la Trayectoria Profesional de los Antiguos Alumnos de la Universidad de Maine. Ha recibido doctorados honoris causa en Europa y Estados Unidos. Ha recibido numerosos premios por sus logros científicos, entre ellos el Bristol-Myers Squibb Award for Distinguished Achievement in Infectious Disease Research. la Medalla Altemeier de la Sociedad de Enfermedades Infecciosas Quirúrgicas de América, la Conferencia del Premio Howard Taylor Ricketts en la Universidad de Chicago, y el Premio Paul Ehrlich y Ludwig Darmstaedter. En 2003, recibió el premio Abbott Lifetime Achievement Award de la Sociedad Estadounidense de Microbiología y el premio Selman A. Waksman en Microbiología de la Academia Nacional de Ciencias. Recibió el Premio Robert Koch en 2000.
Falkow fue miembro electo del Instituto de Medicina, la Academia Nacional de Ciencias y la Academia Nacional de Artes y Ciencias, miembro electo de la Asociación Estadounidense para el Avance de la Ciencia. También fue elegido miembro de la Royal Society del Reino Unido como miembro extranjero.
En septiembre de 2008, Falkow recibió el premio Lasker a la investigación médica.
En mayo de 2016, Barack Obama concedió a Falkow la Medalla Nacional de la Ciencia por sus monumentales contribuciones a la comprensión de cómo los microbios causan enfermedades y resisten los efectos de los antibióticos, y por su inspiradora tutoría, que creó el campo de la patogénesis microbiana molecular.

## Alumnos
Stanley Falkow es conocido por haber formado a muchos expertos en el campo de la microbiología molecular que luego se convirtieron en destacados profesores y científicos de todo el mundo, entre ellos;
- Manuel Amieva[42] - Profesor de Pediatría (Enfermedades Infecciosas), Facultad de Medicina de la Universidad de Stanford
- Igor Brodsky - Profesor de Patobiología, Facultad de Medicina Veterinaria de la Universidad de Pensilvania
- Carleen Collins[43] - Profesora de Microbiología, Universidad de Washington
- Gordon Dougan - Profesor, Departamento de Medicina, Universidad de Cambridge
- Brett Finlay - Profesor de Microbiología e Inmunología, Universidad de Columbia Británica
- Karen Guillemin[44] - Profesora de Biología, Universidad de Oregón
- Carlton Gyles (año sabático)[45][1] - Profesor de Patobiología Veterinaria, Universidad de Guelph
- Fred Heffron - Profesor de Microbiología Molecular e Inmunología, Universidad de Ciencias y Salud de Oregón
- Joan Skerman Knapp[20] - Científica, División de Control de Enfermedades Venéreas, Centros para el Control y la Prevención de Enfermedades
- Michael Koomey - Profesor de Genética y Biología Evolutiva, Universidad de Oslo
- Donald J. LeBlanc[46] - Profesor de Microbiología, Centro de Ciencias de la Salud de la Universidad de Texas en San Antonio
- Ralph Isberg - Profesor de Biología Molecular y Microbiología, Facultad de Medicina de la Universidad de Tufts
- Leonard Mayer - Asesor científico sénior, Centros para el Control y la Prevención de Enfermedades
- Denise Monack[47][42] - Profesora de Microbiología e Inmunología, Facultad de Medicina de la Universidad de Stanford
- Stephen L. Moseley - Profesor de Microbiología, Universidad de Washington en Seattle
- Peter Piot[48] - Profesor de Salud Global, Escuela de Higiene y Medicina Tropical de Londres
- Daniel Portnoy - Profesor de Biología Molecular y Celular y Biología Vegetal y Microbiana, Universidad de California en Berkeley
- Lalita Ramakrishnan - Profesora, Departamento de Medicina, Universidad de Cambridge
- David Relman[42] - Profesor de Microbiología e Inmunología, Facultad de Medicina de la Universidad de Stanford
- Richard P. Silver[18][46] - Profesor de Microbiología e Inmunología, Facultad de Medicina de la Universidad de Rochester
- Magdalene Yh So - Directora del Programa de Patogénesis Microbiana, Facultad de Medicina de la Universidad de Arizona
- Lucy S. Tompkins - Profesora de Microbiología e Inmunología, Facultad de Medicina de la Universidad de Stanford
- Raphael Valdivia - Profesor de Genética Molecular y Microbiología, Facultad de Medicina de la Universidad de Duke
- Alison Weiss - Profesora de Genética Molecular, Bioquímica y Microbiología, Facultad de Medicina de la Universidad de Cincinnati
- Rod Welch - Profesor de Microbiología Médica e Inmunología, Universidad de Wisconsin en Madison